# Südliche Seehechte
Die Südlichen Seehechte (Macruronus) sind eine Fischgattung aus der Ordnung der Dorschartigen (Gadiformes), die im Atlantik und den Meeren der südlichen Erdhalbkugel, vor allem um Südafrika, dem südlichen Südamerika, der Südküste Australiens und der Südinsel Neuseelands verbreitet ist. Es sind wichtige Speisefische, denen mit großen Fangflotten nachgestellt wird.

## Merkmale
Südliche Seehechte erreichen eine Länge von einem halben bis einen Meter. Ihr Körper ist langgestreckt, seitlich stark abgeflacht und wird vom Hinterrand des Kopfes bis zum Schwanz immer dünner. Der Körper ist mit Rundschuppen bedeckt, die nicht besonders stark haften. Die Tiere haben zwei Rückenflossen. Die Basis der ersten ist kurz, die der zweiten lang. Im Unterschied zu den Seehechten der Familie Merlucciidae, die eine deutlich abgesetzte Schwanzflosse haben, haben die Südlichen Seehechte einen spitz zulaufenden Schwanz ohne abgesetzten Schwanzflossenstiel und einen aus der zweiten Rückenflosse, der Schwanz- und der Afterflosse bestehenden, umlaufenden Flossensaum. Der erste Flossenstrahl der Rückenflosse ist als Stachel ausgebildet. Die Afterflosse ist immer kürzer und niedriger als die zweite Rückenflosse und ihre ersten Flossenstrahlen sind immer höher als der Rest. Die Brustflossen setzen hoch an, die von acht bis zehn Flossenstrahlen gestützten Bauchflossen sitzen weit vorn, direkt unterhalb der Brustflossen oder kurz dahinter. Pylorusschläuche sind vorhanden, dünn und lang. Der Kopf ist seitlich abgeflacht, das Maul endständig. Die Prämaxillare ist mit zwei Zahnreihen, der Unterkiefer mit einer Zahnreihe besetzt. Die Zähne der äußeren Zahnreihe im Oberkiefer und der Zahnreihe im Unterkiefer sind relativ groß, die der inneren Zahnreihe im Oberkiefer sind sehr klein und in der membranartigen Haut versteckt, so dass sie nur schwer zu sehen sind. Zwei Reihen kleiner, zusammenhängender Zähne befinden sich auf dem Pflugscharbein. Die Nasenregion ist vollständig von Schuppen eingefasst. Pseudobranchien fehlen. Auf dem ersten Kiemenbogen befinden sich 6 bis 8 + 21 bis 27 Kiemenrechen.

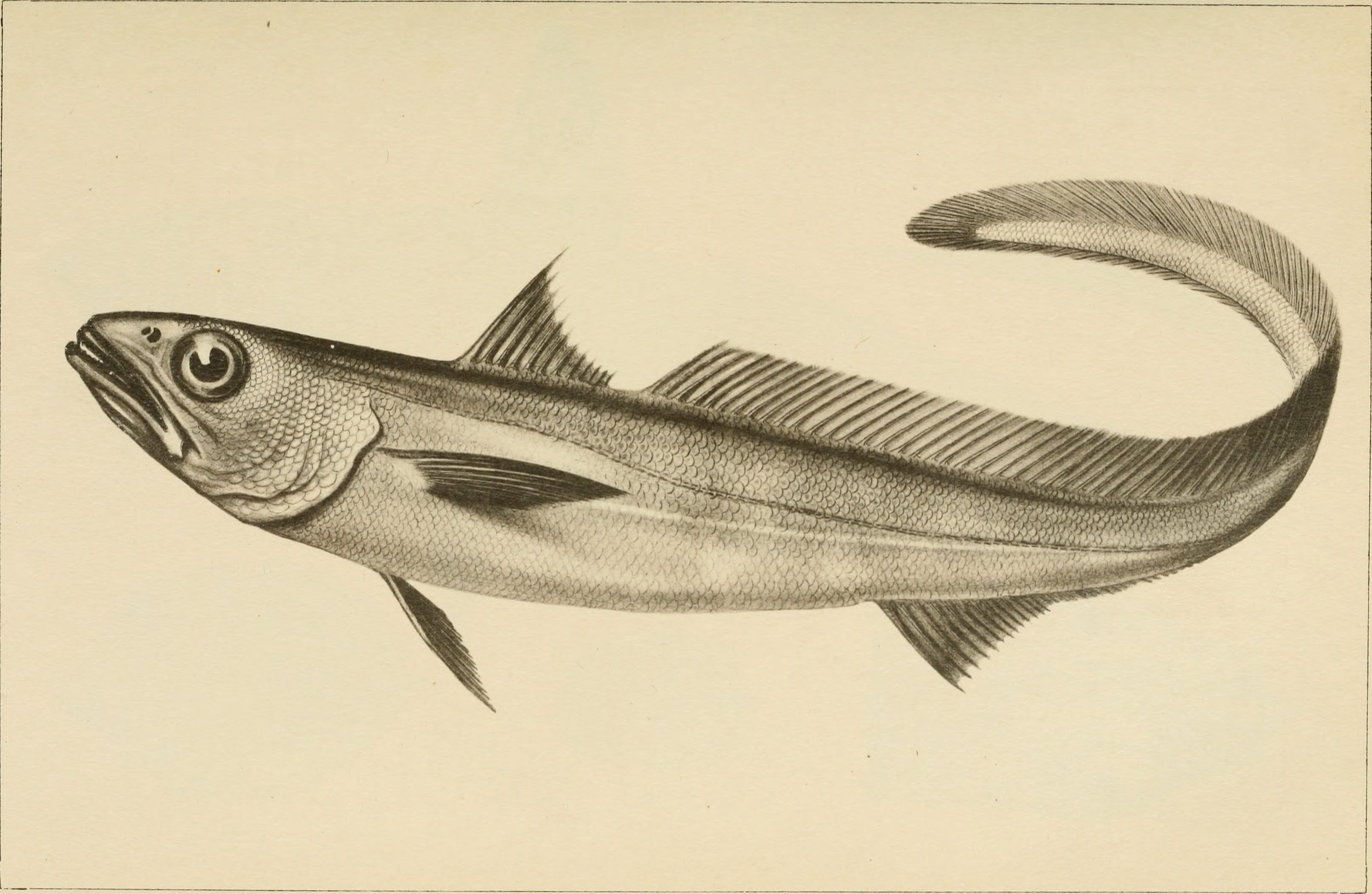
Macruronus magellanicus

## Arten
Zur Gattung Macruronus gehören vier Arten:
- Macruronus capensis Davies, 1950.
- Macruronus maderensis Maul, 1951.
- Macruronus magellanicus Lönnberg, 1907.
- Macruronus novaezelandiae (Hector, 1871).

## Systematik und Taxonomie
Die Gattung Macruronus wurde 1873 durch den deutschen Zoologen Albert Günther erstmals wissenschaftlich beschrieben. Der Name Macruronus wurde aus dem Griechischen abgeleitet und nimmt Bezug auf den langen Schwanz der Fische (Makros = groß, andoura = Schwanz). Die Gattung wird in älteren Systematiken als Unterfamilie Macruroninae den Seehechten (Merlucciidae) zugeordnet, in neueren dagegen, gemäß ihrer phylogenetischen Stellung als Verwandte der Grenadierfische (Macrouridae), als eigenständige Familie. Die Gattung Lyconus, die früher ebenfalls in der Unterfamilie Macruroninae den Seehechten zugeordnet wurde, bildet jetzt ebenfalls eine eigenständige Familie, die Lyconidae. Lyconidae und Macruronidae sind Schwestergruppen und die von ihnen gebildete Klade ist die Schwestergruppe der Bathygadidae.

## Belege
1. ↑  D. Lloris, J. Matallanas, P. Oliver: Hakes of the world (Family Merlucciidae). An annotated and illustrated catalogue of hake species known to date. FAO Species Catalogue for Fishery Purposes. No. 2. Rome, FAO. 2005. S. 7. u. 11.
2. ↑  Macruronus auf Fishbase.org (englisch)
3. ↑  A. Günther (1873): Pisces. Zoological Record v. 8: 89–112.
4. ↑  Sophie von der Heyden, Conrad A Matthee: Towards resolving familial relationships within the Gadiformes, and the resurrection of the Lyconidae. Mol Phylogenet Evol. 2008 August; 48(2):764-9. DOI: 10.1016/j.ympev.2008.01.012
5. ↑  Adela Roa-Varón; Rebecca B. Dikow; Giorgio Carnevale; Luke Tornabene; Carole C. Baldwin; Chenhong Li; Eric J. Hilton (2020): Confronting Sources of Systematic Error to Resolve Historically Contentious Relationships: A Case Study Using Gadiform Fishes (Teleostei, Paracanthopterygii, Gadiformes). Systematic Biology, syaa095, Dezember 2020. DOI: 10.1093/sysbio/syaa095